# قياس (إسلام)
القياس في علم أصول الفقه هو الدليل الرابع من أدلة الفقه عند مذهب أهل السنّة، بعد الكتاب والسنة والإجماع، وإنما يعد دليلا شرعيا عند عدم وجود دليل شرعي للحكم من نص من الكتاب والسنة والإجماع، فلا قياس مع النص. بينما يعتقد المذهب الشيعي الأثنى عشري ببطلان القياس الفقهي، حيث يتفقون مع أهل السنة في المصادر الثلاثة الأولى من مصادر التشريع ويختلفون معهم في المصدر الرابع، فالسنة تعتقد بالقياس والشيعة تعتقد بالعقل.

## تعريف القياس
القياس لغة: هو لفظ له إطلاقان:
- الأول: «التقدير» أي: معرفة قدر أحد الأمرين بالآخر كقولنا قست الثوب بالذراع وقست الأرض بالقصبة فالتقدير نسبة بين شيئين تقتضي المساواة بينهما ومنه قولنا قاس الطبيب الجراحة أي قدر الطبيب مدى غور الجرح.
- الثاني: المساواة بين الشيئين، سواء كانت حسية مثل: قست هذا الكتاب بهذا الكتاب، أم معنوية مثل فلان يقاس بفلان أي يساويه في الفضل والشرف والهمة.

### التعريف الاصطلاحي
عرف الأصوليون القياس بعدة تعريفات فمنها تعريف الشافعية له وكثير من المحققين ومنهم الباقلاني وغيره وهو:
«حمل معلوم على معلوم في إثبات حكم لهما أو نفيه عنهما بأمر جامع بينهما في حكم أو صفة».
وقال صدر الشريعة هو: تعدية الحكم من الأصل إلى الفرع لعلة متحدة لاتدرك بجرد اللغة
وأراد بالعلة المتحدة التي لاتدرك بالقياس الاحتراز عن دلالة النص والإجماع فإنه يدل على الحكم بذاته دون واسطة القياس ولكن هذا التعريف لا يدخل المعدوم والأول ليس شاملاً لأن القياس يثب حكماً للفرع مثل حكم الأصل لعلة جامعة بينهما لا أن أحدهما عين الآخر.
ولكن قد يكون أن أفضل تعريف له هو:
«إلحاق أمر غير منصوص على حكمه الشرعي بأمر منصوص على حكمه لاشتراكهما في علة الحكم». وقال الجويني: «هو رد الفرع إلى الأصل بعلة تجمعهما معا في الحكم»

## حجية القياس
اختلف رأي الفقهاء في حجية القياس والعمل به شرعاً وعدّه مصدراً من مصادر التشريع أو لا:

### أهل السنة
ذهب الجمهور من الصحابة والتابعين والفقهاء والمتكلمين إلى أن القياس أصل من أصول الشريعة يُستدل به على الأحكام، فهو حجة.
وذهب إبراهيم بن سيّار النظَّام (ت231هـ) ومن تبعه من المعتزلة وداود بن علي الظاهري (ت270هـ) وأتباعه إلى إنكاره دليلاً يُستدل به على الأحكام.

### الشيعة
يذهب علماء الشيعة الإمامية إجماعاً إلى جواز التعبد بالقياس عقلاً وبطلانه شرعاً. يقول الشريف المرتضى: والذي نذهب إليه أنّ القياس محظور في الشريعة استعماله، لأنّ العبادة لم ترد به، وإن كان العقل مجوزاً ورود العبادة باستعماله.

## الأدلة على أن القياس حجة
- جاء في القرآن، سورة الحشر الآية 2:﴿هُوَ الَّذِي أَخْرَجَ الَّذِينَ كَفَرُوا مِنْ أَهْلِ الْكِتَابِ مِن دِيَارِهِمْ لِأَوَّلِ الْحَشْرِ ۚ مَا ظَنَنتُمْ أَن يَخْرُجُوا ۖ وَظَنُّوا أَنَّهُم مَّانِعَتُهُمْ حُصُونُهُم مِّنَ اللَّهِ فَأَتَاهُمُ اللَّهُ مِنْ حَيْثُ لَمْ يَحْتَسِبُوا ۖ وَقَذَفَ فِي قُلُوبِهِمُ الرُّعْبَ ۚ يُخْرِبُونَ بُيُوتَهُم بِأَيْدِيهِمْ وَأَيْدِي الْمُؤْمِنِينَ فَاعْتَبِرُوا يَا أُولِي الْأَبْصَارِ ﴾. وجه الاستدلال من ذلك أن الاعتبار من العبور وهو المجاوزة وهو ذاته معنى القياس أي العبور من حكم الأصل إلى حكم الفرع.[8]
- ومن السنة: حديث معاذ أَنَّ رَسُولَ اللَّهِ بَعَثَه إِلَى الْيَمَنِ فَقَالَ: «كَيْفَ تَقْضِي؟» فَقَالَ: «أَقْضِي بِمَا فِي كِتَابِ اللَّهِ» قَالَ: «فَإِنْ لَمْ يَكُنْ فِي كِتَابِ اللَّهِ» قَالَ: «فَبِسُنَّةِ رَسُولِ اللَّهِ» قَالَ: «فَإِنْ لَمْ يَكُنْ فِي سُنَّةِ رَسُولِ اللَّهِ» قَالَ: «أَجْتَهِدُ رَأْيِي ولا آلو» قَالَ: «الْحَمْدُ لِلَّهِ الَّذِي وَفَّقَ رَسُولَ رَسُولِ اللَّهِ لما يرضي رسول الله» ووجه الدلالة من ذلك أن القياس جزء من الاجتهاد.[9]
- عَنْ ابْنِ عَبَّاسٍ رَضِيَ اللَّهُ عَنْهُمَا قَالَ: «جَاءَ رَجُلٌ إِلَى النَّبِيِّ صَلَّى اللَّهُ عَلَيْهِ وَسَلَّمَ فَقَالَ: «يَا رَسُولَ اللَّهِ إِنَّ أُمِّي مَاتَتْ وَعَلَيْهَا صَوْمُ شَهْرٍ أَفَأَقْضِيهِ عَنْهَا» فَقَالَ: «لَوْ كَانَ عَلَى أُمِّكَ دَيْنٌ أَكُنْتَ قَاضِيَهُ عَنْهَا؟» قَالَ:«نَعَمْ» قَالَ: «فَدَيْنُ اللَّهِ أَحَقُّ أَنْ يُقْضَى».»[10]
- إجماع الصحابة، م على الحكم بالرأي في الوقائع الخالية عن النص وما أجمع الصحابة عليه فهو حق فالعمل بالقياس حق.وقد ثبت عنهم أنهم استعملوا القياس فقد روي أَنَّ عُمَرَ بْنَ الْخَطَّابِ اسْتَشَارَ فِي الْخَمْرِ يَشْرَبُهَا الرَّجُلُ فَقَالَ لَهُ عَلِيُّ بْنُ أَبِي طَالِبٍ: «نَرَى أَنْ تَجْلِدَهُ ثَمَانِينَ فَإِنَّهُ إِذَا شَرِبَ سَكِرَ وَإِذَا سَكِرَ هَذَى وَإِذَا هَذَى افْتَرَى»، فهذا قياس من علي وهناك العديد من الأمثلة على ذلك.[11]

قال أبوبكر الجصاص (ت370هـ): «لا خلاف بين الصدر الأول والتابعين وأتباعهم في إجازة الاجتهاد والقياس على النظائر في أحكام الحوادث، وما نعلم أحد نفاه وحظره من أهل هذه الأعصار المتقدمة إلى أن نشأ قوم ذوو جهل بالفقه وأصوله، لا معرفة لهم بطريقة السلف، ولا تَوَقّْي للإقدام على الجهالة وإتباع الأهواء البشعة، التي خالفوا فيها الصحابة ومن بعدهم من أخلافهم».

## أدلة بطلان القياس عند الشيعة
ورود الكثير من أحاديث الأئمة المعصومين في النهي عن العمل بالقياس، وقد خصّ الحر العاملي في كتابه وسائل الشيعة باباً خاصاً بهذه الأحاديث باسم (باب عدم جواز القضاء والحكم بالمقاييس..في نفس الأحكام الشرعية)، منها:
- عن علي بن أبي طالب قال: قال رسول الله: قال الله جلّ جلاله: ما آمن بي من فسّر برأيه كلامي، وماعرفني من شبّهني بخلقي، وما على ديني من استعمل القياس في ديني.[13]
- عن أبان بن تغلب، عن أبي عبد الله جعفر الصادق قوله:(إنّ السنّة لاتقاس، ألا ترى أنّ المرأة تقضي صومها، ولاتقضي صلاتها، يا أبا حنيفة إنّ السنّة إذا قيست مُحق الدين).[14]
- عن عيسى بن عبد الله القرشي، قال: دخل أبو حنيفة على أبي عبد الله جعفر الصادق، فقال له: يا أبا حنيفة! بلغني: أنك تقيس؟ قال: نعم، قال: لاتقس، فإنّ أول من قاس إبليس.[15]
- عن جعفر بن محمد الصادق، عن أبيه، أنّ علي بن أبي طالب قال: من نصب نفسه للقياس لم يزل دهره في التباس، ومن دان الله بالرأي لم يزل دهره في ارتماس.[16]

## أركان القياس
للقياس أربعة أركان أساسية لا يمكن أن ينعقد القياس إلا بها وهي:
- الأصل وهو: محل الحكم الذي ثبت بالنص أو الإجماع أي: (المقيس عليه).
- الفرع وهو: المحل الذي لم يرد فيه نص ولا إجماع أي: (الشيء المُقاس)
- العلّة وهي: الوصف الجامع بين الأصل والفرع.
- حكم الأصل وهو: الحكم الشرعي الذي ورد به النص في الأصل.[17]

### هل القياس من فعل المجتهد
اختلف الأصوليون في القياس هل هو من فعل المجتهد أو أنه دليل مستقل على مذهبين:
- المذهب الأول: أنه من فعل المجتهد فلا يتحقق إلا بوجوده وهو مذهب الجمهور ولهم في ذلك أدلة:
  - الدليل الأول: قوله تعالى: ((فاعتبروا يا أولي الأبصار)) يستدل منها أن الاعتبار هو الإلحاق بعد النظر بالأدلة وهو فعل المجتهد.
  - الدليل الثاني: حديث معاذ أن رسول الله لما أراد أن يبعث معاذا إلى اليمن قال: "كيف تقضي إذا عرض لك قضاء قال أقضي بكتاب الله قال فإن لم تجد في كتاب الله قال فبسنة رسول الله قال فإن لم تجد في سنة رسول الله ولا في كتاب الله قال أجتهد برأيي ولا آلو فضرب رسول الله صدره وقال الحمد لله الذي وفق رسول رسول الله لما يرضي رسول الله فهذا قياس الرأي بالرأي.
  - الدليل الثالث: كتاب عمر بن الخطاب إلى أبي موسى الأشعري «الفهم الفهم فيما أدلى إليك مما ليس قس قرآن أو سنة ثم قس الأمور عند ذلك». فهو أمر صريح بإلحاق ما ليس فيه نص بالأمور التي تشبهها ومنصوص عليها.
  - الدليل الرابع: أن إلحاق الفرع بالأصل ليس بالأمر السهل هو وأمور أخرى لا يتم القياس إلا بموجبها وهو فعل المجتهد.
- المذهب الثاني: أن القياس دليل شرعي مستقل كالكتاب والسنة وضعه الشارع لمعرفة حكمه سواء نظر فيه المجتهد أو لم ينظر.
  - الدليل الأول: أن القياس أساسه وجود أمور من شأن العلم بها أن يؤدي إلى العلم بشئ آخر وليس فعل المجتهد كذلك.
  - الدليل الثاني: أن القياس وضعه الشارع ليعرف منه المجتهد حكم الله بواسطة النظر فيه فدلالة القياس ذاتية وثابتة كالكتاب والسنة سواء نظر فيه المجتهد أم لا.

### ثمرة الخلاف بين المذهبين
اختلاف عبارات الأصوليين في التعريف فمن رجح الرأي الأول عبر عنه انه حمل أو إثبات أو تعدية كفعل من أفعال المكلف، ومن رجح الرأي الثاني عبر عنه انه مساواة كصفة قائمة بالأصل والفرع.

## أقسام القياس
تقاسيم القياس كثيرة اشتهر منها خمسة واشتهر من هذه الخمسة اثنان هما:
- التقسيم الأول: تقسيمه من ناحية ظنية القياس وعدم ظنيته ويقسمه الشافعية بالذات إلى ثلاثة أنواع هي:
  - قياس الأولى وهو: أن يكون الفرع فيه أولى بالحكم من الأصل لقوة العلة فيه مثل: قياس الضرب للوالدين على التأفيف بجامع الإيذاء.
  - قياس المساوي هو: ما كان الفرع فيه مساوياً للأصل في الحكم من غير ترجيح مثل: قياس إحراق مال اليتيم على أكله بجامع التلف في كل منهما.
  - قياس الأدنى وهو: أن يكون الفرع فيه أضعف من في علة الحكم من الأصل أي أقل ارتباطاً بالحكم من الأصل مثل: الحاق النبيذ بالخمر في تحريم الشرب وإيجاب الحد.
- التقسيم الثاني: وهذا التقسيم باعتبار القوة والتبادر ويقسم إلى قسمين هما:
  - قياس جليّ وهو: ماكانت العلة فيه منصوصة أو غير منصوصة ولكن قُطع فيه بنفي تأثير الفارق بين الأصل والفرع مثل: قياس الأمة على العبد في سراية العتق من البعض إلى الكل فإن الفارق بينهما هو الذكورة والأنوثة.
  - قياس خفيّ وهو: مالم يُقطع فيه بنفي تأثير الفارق بين الأصل والفرع إذا كانت العلة فيه مستنبطة من حكم الأصل مثل: قياس القتل بالمُثقل ـ أي الشيء الثقيل تقتل به ـ على المحدد أي الآلة الحادة عموماً بجامع القتل العمد العدوان.

### القياس في علم المنطق
يعرّف علماء المنطق القياس بأنه: «قول مؤلف من أقوال متى سلّمت لزم هنه لذاته قول آخر» فأخرجوا بقوله لذاته حد المساواة كأن يقول: محمد مساوياً لأحمد فهنا لم تعرف النتيجة عن طريق القياس ـ في عرفهم ـ وإنما عرفت بطريقة أخرى وهي المساواة.

### تقسيم القياس عند المنطقيين
يقسّم المنطقيون القياس إلى قسمين هما:
- قياس اقتراني : وهو في عرفهم يدل على النتيجة بدون أداة الاستثناء (لكن) مثل قولك : كل إنسان حيوان، وكل حيوان جسم فالنتيجة كل إنسان جسم ومثله في الشرع : «كل مسكر حرام وكل نبيذ مسكر» فالنتيجة كل نبيذ حرام عندهم.
- قياس استثنائي أو شرطي : وهو الذي يدل على النتيجة بواسطة أداة الاستثناء وهي (لكن) التي هي حرف استدراك في اللغة مثل : (كلما كان صديق لك ستبقى لك مودته لكن صديق لك ستبقى مودته).

وهذا غير القياس الشرعي الأصولي فقياس المنطقيين هذا لايكون منطبقاً على الشرع فالقياس الشرعي يختلف عنه ويسمي المنطقيين هذا القياس الشرعي تمثيلاً

### الهوامش
1. ↑  البحر المحيط للزركشي نسخة محفوظة 01 ديسمبر 2017 على موقع واي باك مشين.
2. ↑  البحر المحيط للزركشي، كتاب القياس، ج7 ص45 و46 نسخة محفوظة 01 ديسمبر 2017 على موقع واي باك مشين.
3. ↑  "الشيعة، القياس". مؤرشف من الأصل في 2019-04-06.
4. ↑  التلويح على التوضيح
5. ↑  انظر كتاب اللمع للشيرازي وأيضاً روضة الناظر وجنة المناظر لابن قدامه
6. ↑  متن الورقات، ص16
7. ↑  الشريف المرتضى، علي بن الحسين الموسوي، الذريعة إلى أصول الشريعة،ج2،ص464
8. ↑  محمد بن علي الشوكاني:إرشاد الفحول إلى تحقيق الحق من علم الأصول،دار المعرفة، بيروت، دون تاريخ،ص176.
9. ↑  محمد بن علي الشوكاني: إرشاد الفحول إلى تحقيق الحق من علم الأصول، دار المعرفة، بيروت، دون تاريخ، ص177.
10. ↑  رواه البخاري في صحيحه كتاب الصوم باب من مات وعليه صوم 1817. ومسلم في صحيحه كتاب الصيام باب قضاء الصيام عن الميت ح1937.
11. ↑  سيف الدين الآمدي:الإحكام في أصول الأحكام، تعليق:عبد الرزاق عفيفي، المكتب الإسلامي، بيروت،ط2،سـ1402هـ،ج4،ص43.
12. ↑  أبوبكر الجصاص: أصول الجصاص، دار الكتب العلمية، بيروت، ط3،سـ2000،ج2،ص206.
13. ↑  الحر العاملي،محمد بن الحسن،ج27،ص45
14. ↑  الحر العاملي،محمد بن الحسن،وسائل الشيعة،مؤسسة آل البيت لإحياء التراث،قم،ج27، ص41
15. ↑  الحر العاملي،محمد بن الحسان،وسائل الشيعة،ج27،ص39.
16. ↑  الحر العاملي، محمد بن الحسن،ج27،ص41
17. ↑  انظر كتاب المستصفى للغزالي 2/54
18. ↑  إحكام الأحكام للآمدي